# The Moving Toyshop
Ne doit pas être confondu avec The Magic Toyshop.
The Moving Toyshop est un roman policier d'Edmund Crispin (pseudonyme de Robert Bruce Montgomery) publié en 1946. Il présente une enquête de son héros récurrent Gervase Fen, un professeur de littérature d'Oxford.
Ce roman est classé à la 25e position des « Cent Meilleurs Romans policiers de tous les temps ». Il est aussi classé à la 72e place de la liste américaine des cent meilleurs livres (Mystery Writers of America).